# Recensement des États-Unis de 1800
Le recensement des États-Unis de 1800 est un recensement de la population lancé en 1800 le 4 août aux États-Unis qui comptaient alors 5 308 483 habitants dont 893 602 esclaves.

## Catégories de recensement
Le recensement de 1800 ne reconnait que deux catégories, les Blancs et les Noirs, divisées de la façon suivante, :
- Blancs
  - Hommes blancs libres
    - moins de 10 ans
    - 10-15 ans
    - 16-25 ans
    - 26-44 ans
    - 45 ans et plus

  - Femmes blanches libres
    - moins de 10 ans
    - 10-15 ans
    - 16-25 ans
    - 26-44 ans
    - 45 ans et plus
- Noirs
  - Esclaves
  - Toutes autres personnes libres

## Résultats
| District                  | Blancs    | Blancs | Noirs   | Noirs  | Noirs    | Noirs    | Total     |
| District                  | Blancs    | Blancs | Libres  | Libres | Esclaves | Esclaves | Total     |
| District                  | Nb.       | %      | Nb.     | %      | Nb.      | %        | Total     |
| ------------------------- | --------- | ------ | ------- | ------ | -------- | -------- | --------- |
| Caroline du Nord          | 337 764   | 70,6   | 7 043   | 1,5    | 133 296  | 27,9     | 478 103   |
| Caroline du Sud           | 196 255   | 56,8   | 3 185   | 0,9    | 146 151  | 42,3     | 345 591   |
| Connecticut               | 244 721   | 97,5   | 5 330   | 2,1    | 951      | 0,4      | 251 002   |
| Delaware                  | 49 852    | 77,6   | 8 268   | 12,9   | 6 153    | 9,6      | 64 273    |
| Géorgie                   | 102 261   | 62,9   | 1 019   | 0,6    | 59 406   | 36,5     | 162 686   |
| Kentucky                  | 179 873   | 81,4   | 739     | 0,3    | 40 343   | 18,3     | 220 955   |
| Maryland                  | 216 326   | 63,3   | 19 587  | 5,7    | 105 635  | 30,9     | 341 548   |
| Maine                     | 150 901   | 99,5   | 818     | 0,5    | 0        | 0,0      | 151 719   |
| Massachusetts             | 416 393   | 98,5   | 6 452   | 1,5    | 0        | 0,0      | 422 845   |
| New Jersey                | 194 325   | 92,0   | 4 402   | 2,1    | 12 422   | 5,9      | 211 149   |
| New Hampshire             | 182 998   | 99,5   | 852     | 0,5    | 8        | 0,0      | 183 858   |
| New York                  | 557 731   | 94,7   | 10 417  | 1,8    | 20 903   | 3,5      | 589 051   |
| Pennsylvanie              | 586 095   | 97,3   | 14 564  | 2,4    | 1 706    | 0,3      | 602 365   |
| Rhode Island              | 65 438    | 94,7   | 3 304   | 4,8    | 380      | 0,5      | 69 122    |
| Tennessee                 | 91 709    | 86,8   | 309     | 0,3    | 13 584   | 12,9     | 105 602   |
| Virginie                  | 514 280   | 58,4   | 20 124  | 2,3    | 345 796  | 39,3     | 880 200   |
| Vermont                   | 153 908   | 99,6   | 557     | 0,4    | 0        | 0,0      | 154 465   |
| Territoire du Nord-Ouest  | 45 028    | 99,3   | 337     | 0,7    | 0        | 0,0      | 45 365    |
| Territoire de l'Indiana   | 5 343     | 94,7   | 163     | 2,9    | 135      | 2,4      | 5 641     |
| Territoire du Mississippi | 5 179     | 58,5   | 182     | 2,1    | 3 489    | 39,4     | 8 850     |
| District de Columbia      | 10 066    | 71,4   | 783     | 5,6    | 3 244    | 23,0     | 14 093    |
| Total                     | 4 306 446 | 81,1   | 108 435 | 2,0    | 893 602  | 16,8     | 5 308 483 |

| Rang | Ville                            | État             | Habitants |
| ---- | -------------------------------- | ---------------- | --------- |
| 1    | New York                         | État de New York | 60 515    |
| 2    | Philadelphie                     | Pennsylvanie     | 41 220    |
| 3    | Baltimore                        | Maryland         | 26 514    |
| 4    | Boston                           | Massachusetts    | 24 937    |
| 5    | Charleston                       | Caroline du Sud  | 18 824    |
| 6    | Northern Liberties Township (en) | Pennsylvanie     | 10 718    |
| 7    | Southwark (en)                   | Pennsylvanie     | 9 621     |
| 8    | Salem                            | Massachusetts    | 9 457     |
| 9    | Providence                       | Rhode Island     | 7 614     |
| 10   | Norfolk                          | Virginie         | 5 661     |